# کایبا

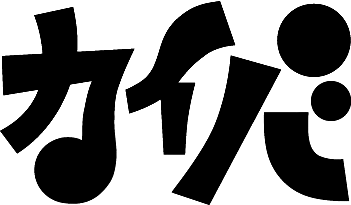
لوگو کایبا

کایبا (به ژاپنی: カイバ, Kaiba) نام یک مجموعه تلویزیونی انیمه ۱۲ قسمتی به کارگردانی ماساکی یوآسا، و از محصولات استودیو مدهاوس است. این مجموعه در بهار سال ۲۰۰۸ از کانال ماهواره‌ای WOWOW پخش شد.